# Campeonato Gaúcho
Het Campeonato Gaúcho (officieel: Campeonato Estadual do Rio Grande do Sul) is het voetbalkampioenschap van de Braziliaanse staat Rio Grande do Sul.
De competitie werd opgericht in 1919 en wordt georganiseerd door de Federação Gaúcha de Futebol (FGF). Aanvankelijk werden er nog regionale kampioenschappen georganiseerd, zoals het Campeonato Citadino de Porto Alegre en namen de winnaars het op in de eindronde; pas in 1961 kwam er een eenvormige competitie.
Door de derde plaats op de CBF-ranking mag de competitie drie clubs sturen naar de nationale Série D. Welke ploegen dit zijn wordt bepaald door de statelijke bond FMF. In principe zijn dit de best presterende ploegen die niet al in de drie hoogste reeksen spelen.

## Geschiedenis
In tegenstelling tot de andere staatskampioenschappen was er tot en met 1960 geen eenvormige competitie. De regionale kampioenen namen het in de eindronde op tegen elkaar. De twee grootste clubs van de staat Internacional en Grêmio speelden dus nooit samen in de eindronde. Af en toe bereikte ook een andere club uit Porto Alegre de eindronde. Door het feit dat slechts één club uit Porto Alegre kon meedoen slaagden er weleens clubs uit andere steden in om kampioen te worden. Na de eenvormige competitie ging de titel enkel in 1998 en 2000 niet naar de stad Porto Alegre.
Na de eenmaking in 1961 speelden de grootste clubs uit Porto Alegre en de sterkste clubs van buiten de hoofdstad in de competitie. Tot 1967 speelden 12 clubs in de competitie die heen en terug tegen elkaar speelden. Hierna werd de competitie uitgebreid met meerdere clubs en kwamen er diverse toernooien waarvoor een aantal clubs zich dan plaatsten. Het systeem verschilde regelmatig. Enkel in 1994 werd er nog eens gespeeld met heen- en terugsysteem. Toen speelden 23 clubs in de competitie waardoor er maar liefst 44 competitiewedstrijden plaatsvonden over het hele seizoen. Hierna werd het systeem weer regelmatig gewijzigd. 

## Nationaal niveau
Van bij de start in de Taça Brasil in 1959 leverde de staat elk jaar één deelnemer. Op 1962 na, toen Internacional deelnam speelde Grêmio alle andere editie van de Taça. Grémio werd twee keer derde en één keer vierde, Internacional werd vierde. In 1967 werd een tweede landskampioenschap georganiseerd, het Torneio Roberto Gomes Pedrosa waarin, in tegenstelling tot de Taça, enkel teams uit de sterkste competities mochten deelnemen. Zowel Grêmio als Internacional namen alle vier de edities deel. Grêmio werd één keer vierde en Internacional twee keer tweede.
In 1971 ging de Série A van start. Internacional speelde sinds de start in de hoogste klasse en is een van de weinige clubs die nog nooit degradeerde, tot 2016. De club werd drie keer landskampioen, won twee keer de Copa Libertadores en één keer het WK voor clubs, in 2006. Grêmio werd twee keer landskampioen, won ook twee keer de Copa Libertadores en in 1983 de intercontinentale beker. In 1991 en 2004 degradeerde de club uit de Série A en kon telkens na één seizoen terugkeren. In de beginjaren waren meerdere teams uit de staat startgerechtigd in de Série A. Na 1985 kon enkel Juventude nog promoveren naar de hoogste klasse en speelde er van 1995 tot 2007. In 2017 kon Internacional na één seizoen terug promoveren en won Grêmio de Copa Libertadores. In 2020 promoveerde Juventude weer naar de Série A. Amper een jaar later degradeerde het grote Grêmio uit de Série A.
Elf clubs uit de staat speelden in de  Série B, Juventude en Caxias zijn hier de koplopers met dertien en elf seizoenen. Caxias speelde in 2005 voor de laatste keer in de Série B. Sinds 1989 slaagde buiten deze teams en Grêmio enkel Brasil de Pelotas erin om te promoveren naar de Série B. In 2016 promoveerde Juventude na zeven jaar terug naar de Série B, de club hield het drie seizoenen vol. In 2019 kon de club opnieuw promotie afdwingen. In 2021 degradeerde Brasil de Pelotas.
In de Série C speelde vrijwel altijd een club uit de staat. Caxias is met zestien seizoenen koploper en Brasil de Pelotas is tweede met veertien seizoenen. Buiten deze twee is ook Juventude in de competitie actief. Brasil de Pelotas promoveerde in 2015 voor de tweede keer op rij. Caxias degradeerde dat jaar. Na de invoering van de Série D in 2009, werd het opzet van de Série C nu dat van de Série D waardoor de staat elk jaar drie deelnemers mag afleveren. Buiten de voornoemde clubs promoveerde Ypiranga de Erechim in 2015 en São José in 2018.

## Overzicht
| Seizoen | Kampioen          | Vicekampioen                |
| ------- | ----------------- | --------------------------- |
| 1919    | Brasil de Pelotas | Grêmio                      |
| 1920    | Guarany de Bagé   | Grêmio                      |
| 1921    | Grêmio            | Riograndense FC             |
| 1922    | Grêmio            | Guarani de Alegrete         |
| 1925    | Bagé              | Grêmio                      |
| 1926    | Grêmio            | Guarany de Bagé             |
| 1927    | Internacional     | Bagé                        |
| 1928    | Americano         | Bagé                        |
| 1929    | Cruzeiro          | Guarany de Bagé             |
| 1930    | Pelotas           | Grêmio                      |
| 1931    | Grêmio            | Guarani de Alegrete         |
| 1932    | Grêmio            | Pelotas                     |
| 1933    | São Paulo-RS      | Grêmio                      |
| 1934    | Internacional     | Grêmio                      |
| 1935    | 9º Regimento      | Grêmio                      |
| 1936    | Rio Grande        | Internacional               |
| 1937    | Grêmio Santanense | FC Rio-Grandense            |
| 1938    | Guarany de Bagé   | FC Rio-Grandense            |
| 1939    | FC Rio-Grandense  | Grêmio Santanense           |
| 1940    | Internacional     | Bagé                        |
| 1941    | Internacional     | Rio Grande                  |
| 1942    | Internacional     | Floriano                    |
| 1943    | Internacional     | Guarany de Cachoeira do Sul |
| 1944    | Internacional     | Bagé                        |
| 1945    | Internacional     | Pelotas                     |
| 1946    | Grêmio            | FC Rio-Grandense            |
| 1947    | Internacional     | Floriano                    |
| 1948    | Internacional     | Grêmio Santanense           |
| 1949    | Grêmio            | Floriano                    |
| 1950    | Internacional     | Floriano                    |
| 1951    | Internacional     | Pelotas                     |
| 1952    | Internacional     | Floriano                    |
| 1953    | Internacional     | Brasil de Pelotas           |
| 1954    | Renner            | Brasil de Pelotas           |
| 1955    | Internacional     | Brasil de Pelotas           |
| 1956    | Grêmio            | Pelotas                     |
| 1957    | Grêmio            | Bagé                        |
| 1958    | Grêmio            | Guarany de Bagé             |
| 1959    | Grêmio            | Farroupilha                 |
| 1960    | Grêmio            | Pelotas                     |
| 1961    | Internacional     | Grêmio                      |
| 1962    | Grêmio            | Internacional               |
| 1963    | Grêmio            | Internacional               |
| 1964    | Grêmio            | Internacional               |
| 1965    | Grêmio            | Juventude                   |
| 1966    | Grêmio            | Internacional               |
| 1967    | Grêmio            | Internacional               |
| 1968    | Grêmio            | Internacional               |
| 1969    | Internacional     | Grêmio                      |
| 1970    | Internacional     | Grêmio                      |
| 1971    | Internacional     | Grêmio                      |
| 1972    | Internacional     | Grêmio                      |
| 1973    | Internacional     | Grêmio                      |
| 1974    | Internacional     | Grêmio                      |
| 1975    | Internacional     | Grêmio                      |
| 1976    | Internacional     | Grêmio                      |
| 1977    | Grêmio            | Internacional               |
| 1978    | Internacional     | Grêmio                      |
| 1979    | Grêmio            | Esportivo                   |
| 1980    | Grêmio            | Internacional               |
| 1981    | Internacional     | Grêmio                      |
| 1982    | Internacional     | Grêmio                      |
| 1983    | Internacional     | Brasil de Pelotas           |
| 1984    | Internacional     | Grêmio                      |
| 1985    | Grêmio            | Internacional               |
| 1986    | Grêmio            | Internacional               |
| 1987    | Grêmio            | Internacional               |
| 1988    | Grêmio            | Internacional               |
| 1989    | Grêmio            | Internacional               |
| 1990    | Grêmio            | Caxias                      |
| 1991    | Internacional     | Grêmio                      |
| 1992    | Internacional     | Grêmio                      |
| 1993    | Grêmio            | Internacional               |
| 1994    | Internacional     | Juventude                   |
| 1995    | Grêmio            | Internacional               |
| 1996    | Grêmio            | Juventude                   |
| 1997    | Internacional     | Grêmio                      |
| 1998    | Juventude         | Internacional               |
| 1999    | Grêmio            | Internacional               |
| 2000    | Caxias            | Grêmio                      |
| 2001    | Grêmio            | Juventude                   |
| 2002    | Internacional     | 15 de Novembro              |
| 2003    | Internacional     | 15 de Novembro              |
| 2004    | Internacional     | Ulbra                       |
| 2005    | Internacional     | 15 de Novembro              |
| 2006    | Grêmio            | Internacional               |
| 2007    | Grêmio            | Juventude                   |
| 2008    | Internacional     | Juventude                   |
| 2009    | Internacional     | Grêmio                      |
| 2010    | Grêmio            | Internacional               |
| 2011    | Internacional     | Grêmio                      |
| 2012    | Internacional     | Caxias                      |
| 2013    | Internacional     | Lajeadense                  |
| 2014    | Internacional     | Grêmio                      |
| 2015    | Internacional     | Grêmio                      |
| 2016    | Internacional     | Juventude                   |
| 2017    | Novo Hamburgo     | Internacional               |
| 2018    | Grêmio            | Brasil de Pelotas           |
| 2019    | Grêmio            | Internacional               |
| 2020    | Grêmio            | Caxias                      |
| 2021    | Grêmio            | Internacional               |
| 2022    | Grêmio            | Ypiranga de Erechim         |
| 2023    | Grêmio            | Caxias                      |
| 2024    | Grêmio            | Juventude                   |

## Titels per club
| Club              | Stad                  | Titels | Seizoenen |
| ----------------- | --------------------- | ------ | --- |
| Internacional     | Porto Alegre          | 45     | (1927, 1934, 1940, 1941, 1942, 1943, 1944, 1945, 1947, 1948, 1950, 1951, 1952, 1953, 1955, 1961, 1969, 1970, 1971, 1972, 1973, 1974, 1975, 1976, 1978, 1981, 1982, 1983, 1984, 1991, 1992, 1994, 1997, 2002, 2003, 2004, 2005, 2008, 2009, 2011, 2012, 2013 , 2014, 2015, 2016) |
| Grêmio            | Porto Alegre          | 43     | (1921, 1922, 1926, 1931, 1932, 1946, 1949, 1956, 1957, 1958, 1959, 1960, 1962, 1963, 1964, 1965, 1966, 1967, 1968, 1977, 1979, 1980, 1985, 1986, 1987, 1988, 1989, 1990, 1993, 1995, 1996, 1999, 2001, 2006, 2007, 2010, 2018, 2019, 2020, 2021, 2022, 2023, 2024)              |
| Guarany           | Bagé                  | 2      | (1920, 1938) |
| Juventude         | Caxias do Sul         | 1      | (1998) |
| Bagé              | Bagé                  | 1      | (1925) |
| Pelotas           | Pelotas               | 1      | (1930) |
| Brasil de Pelotas | Pelotas               | 1      | (1919) |
| Rio-Grandense     | Rio Grande            | 1      | (1939) |
| 9° Regimento      | Pelotas               | 1      | (1935) |
| Grêmio Santanense | Santana do Livramento | 1      | (1937) |
| Caxias            | Caxias do Sul         | 1      | (2000) |
| Rio Grande        | Rio Grande            | 1      | (1936) |
| Americano         | Porto Alegre          | 1      | (1928) |
| Cruzeiro          | Porto Alegre          | 1      | (1929) |
| Renner            | Porto Alegre          | 1      | (1954) |
| SC São Paulo      | Rio Grande            | 1      | (1933) |
| Novo Hamburgo     | Novo Hamburgo         | 1      | (2017) |

## Eeuwige ranglijst
Vetgedrukt de clubs die in 2025 in de hoogste klasse spelen. Enkel seizoenen vanaf 1961 worden weergegeven omdat voorheen enkel een eindronde van lokale kampioenen gespeeld werd. 
| Club                         | Stad                  | /65 | Periode (1961-2025)                                                                          |
| ---------------------------- | --------------------- | --- | -------------------------------------------------------------------------------------------- |
| Internacional                | Porto Alegre          | 65  | 1961-                                                                                        |
| Grêmio                       | Porto Alegre          | 65  | 1961-                                                                                        |
| Juventude                    | Caxias do Sul         | 61  | 1961-1971, 1976-                                                                             |
| Caxias                       | Caxias do Sul         | 59  | 1961-1966, 1968-1971, 1976-2015, 2017-                                                       |
| Novo Hamburgo                | Novo Hamburgo         | 56  | 1961-1975, 1977-1987, 1989-1993, 1997-1999, 2001, 2004-2024                                  |
| Pelotas                      | Pelotas               | 49  | 1961-1973, 1975-1980, 1984-2004, 2010-2014, 2019-2021 , 2025-                                |
| Brasil de Pelotas            | Pelotas               | 49  | 1962-1973, 1977-1988, 1991-1995, 1997-1999, 2005-2009, 2014-                                 |
| Esportivo                    | Bento Gonçalves       | 43  | 1971-1980, 1982-1994, 1996-2010, 2013-2014, 2020-2021, 2023                                  |
| São José                     | Porto Alegre          | 41  | 1961-1962, 1968-1976, 1982, 1997-                                                            |
| Santa Cruz                   | Santa Cruz do Sul     | 36  | 1968-1973, 1984-1995, 1997-2013, 2024                                                        |
| São Luiz                     | Ijuí                  | 34  | 1974-1977, 1991-2003, 2006-2014, 2018-                                                       |
| Aimoré                       | São Leopoldo          | 33  | 1961-1973, 1975, 1983-1986, 1988-1994, 2014-2016, 2019-2023                                  |
| Ypiranga de Erechim          | Erechim               | 33  | 1968-1977, 1990-1999, 2009-2012, 2015-2017, 2020-                                            |
| Inter de Santa Maria         | Santa Maria           | 32  | 1969-1989, 1992-1994, 1997-2000, 2008-2011                                                   |
| São Paulo                    | Rio Grande            | 31  | 1968-1969, 1971-1972, 1975, 1977-1984, 1986-1989, 1991-1994, 1997-1999, 2001-2002, 2014-2018 |
| Veranópolis                  | Veranópolis           | 26  | 1994-2019                                                                                    |
| Guarany de Bagé              | Bagé                  | 24  | 1961-1968, 1971-1973, 1975-1982, 2007-2008, 2022, 2024-                                      |
| Passo Fundo                  | Passo Fundo           | 23  | 1987-1994, 1997-2006, 2013-2017                                                              |
| Cruzeiro                     | Cachoeirinha          | 22  | 1961-1965, 1968-1973, 1976-1978, 2011-2018                                                   |
| Farroupilha                  | Pelotas               | 21  | 1961-1972, 1975-1976, 1978-1980, 1997-1998, 2005-2006                                        |
| Lajeadense                   | Lajeado               | 19  | 1975-1976, 1980, 1987-1994, 1998-1999, 2011-2016                                             |
| Gaúcho                       | Passo Fundo           | 17  | 1967-1980, 1985, 2006-2007                                                                   |
| Glória                       | Vacaria               | 17  | 1989-1999, 2003-2007, 2016                                                                   |
| Guarani                      | Venâncio Aires        | 16  | 1991-2005, 2007                                                                              |
| Avenida                      | Santa Cruz do Sul     | 15  | 1971, 1973, 1979, 1999-2001, 2009-2010, 2012, 2015, 2018-2019, 2023-                         |
| Bagé                         | Bagé                  | 14  | 1971-1973, 1975-1980, 1983-1984, 1986, 1994, 1999                                            |
| 15 de Novembro               | Campo Bom             | 12  | 1997-2008                                                                                    |
| São Borja                    | São Borja             | 12  | 1977-1987, 1997                                                                              |
| Rio Grande                   | Rio Grande            | 11  | 1963-1969, 1971, 1975, 1999-2000                                                             |
| Canoas                       | Canoas                | 10  | 2004-2013                                                                                    |
| Rio-Grandense                | Rio Grande            | 9   | 1961, 1966-1968, 1973-1976, 1985                                                             |
| Grêmio Santanense            | Santana do Livramento | 9   | 1975, 1992-1999                                                                              |
| SER Santo Ângelo             | Santo Ângelo          | 8   | 1997-2004                                                                                    |
| Grêmio São José              | Cachoeira do Sul      | 7   | 1998-1999, 2003-2007                                                                         |
| Atlético Carazinho           | Carazinho             | 7   | 1972-1977, 1996                                                                              |
| Brasil de Farroupilha        | Farroupilha           | 7   | 1993-1999                                                                                    |
| 14 de Julho                  | Passo Fundo           | 7   | 1969-1972, 1977-1979                                                                         |
| Guarany de Cruz Alta         | Cruz Alta             | 6   | 1988, 1990-1994                                                                              |
| Cachoeira                    | Cachoeira do Sul      | 5   | 1972-1973, 1975, 1977, 1979                                                                  |
| Guarany de Garibaldi         | Garibaldi             | 5   | 1975-1976, 1993-1994, 1997                                                                   |
| Palmeirense                  | Palmeira das Missões  | 5   | 1997-1999, 2002-2003                                                                         |
| Santa Cruz Futebol           | Santa Cruz do Sul     | 5   | 1974-1978                                                                                    |
| Estrela                      | Estrela               | 4   | 1976-1979                                                                                    |
| Riograndense                 | Santa Maria           | 4   | 1971-1972, 1977, 1979                                                                        |
| São Gabriel                  | São Gabriel           | 4   | 2002-2005                                                                                    |
| Atlântico                    | Erechim               | 3   | 1971, 1975-1976                                                                              |
| Tabajara-Guaibá              | Getúlio Vargas        | 3   | 1991-1993                                                                                    |
| Dínamo                       | Santa Rosa            | 3   | 1991-1993                                                                                    |
| Armour                       | Santana do Livramento | 3   | 1974, 1976, 1981                                                                             |
| AE Santo Ângelo              | Santo Ângelo          | 3   | 1973, 1975, 1977                                                                             |
| Taquariense                  | Taquari               | 3   | 1997-1999                                                                                    |
| União Frederiquense          | Frederico Westphalen  | 2   | 2015, 2022                                                                                   |
| Alegrete                     | Alegrete              | 2   | 1975-1976                                                                                    |
| Associação Caxias de Futebol | Caxias do Sul         | 2   | 1972-1975                                                                                    |
| Tupy                         | Crissiumal            | 2   | 1975-1976                                                                                    |
| Encantado                    | Encantado             | 2   | 1974-1975                                                                                    |
| Grêmio Juventude             | Guaporé               | 2   | 1975-1976                                                                                    |
| Porto Alegre                 | Porto Alegre          | 2   | 2010-2011                                                                                    |
| Tamoyo                       | Santo Ângelo          | 2   | 1971-1972                                                                                    |
| Inter de São Borja           | São Borja             | 2   | 1975-1976                                                                                    |
| Sapucaiense                  | Sapucaia do Sul       | 2   | 2008-2009                                                                                    |
| Sá Viana                     | Uruguaiana            | 2   | 1972, 1976                                                                                   |
| Cerâmica                     | Gravataí              | 2   | 2012-2013                                                                                    |
| Pradense                     | Antônio Prado         | 1   | 1976                                                                                         |
| Nacional                     | Cruz Alta             | 1   | 1972                                                                                         |
| Pratense                     | Nova Prata            | 1   | 1974                                                                                         |
| Santa Rosa                   | Santa Rosa            | 1   | 1976                                                                                         |
| EC 14 de Julho               | Santana do Livramento | 1   | 1997                                                                                         |
| Fluminense                   | Santana do Livramento | 1   | 1973                                                                                         |
| Elite                        | Santo Ângelo          | 1   | 1975                                                                                         |
| EC Santo Ângelo              | Santo Ângelo          | 1   | 1978                                                                                         |
| SER São Gabriel              | São Gabriel           | 1   | 1981                                                                                         |
| Torrense                     | Torres                | 1   | 1999                                                                                         |
| Ferro Carril                 | Uruguaiana            | 1   | 1976                                                                                         |
| Monsoon                      | Porto Alegre          | 1   | 2025-                                                                                        |

1. ↑  SER Caxias do Sul speelde tot 1971 als Grêmio Esportivo Flamengo en fuseerde na dit jaar met EC Juventude en werd zo Associação Caxias de Futebol, in 1976 scheurde Juventude zich terug van deze club af, de club nam niet terug de oude naam Flamengo aan maar de nieuwe naam SER Caxias do Sul.
2. ↑  Novo Hamburgo speelde tot 1967 als EC Floriano
3. ↑  Cruzeiro speelde tot 2013 in Porto Alegre
4. ↑  Lajeadense speelde in 1975 als Lajeado
5. ↑  Canoas SC speelde van 2004 tot 2009 als SC Ulbra en in 2010 als Universidade SC
6. ↑  Associação Santa Cruz de Futebol was een fusie tussen FC Santa Cruz en EC Avenida tussen 1974 en 1978, daarna werden de clubs weer zelfstandig

1919 · 1920 · 1921 · 1922 · 1923 · 1924 · 1925 · 1926 · 1927 · 1928 · 1929 · 1930 · 1931 · 1932 · 1933 · 1934 · 1935 · 1936 · 1937 · 1938 · 1939 · 1940 · 1941 · 1942 · 1943 · 1944 · 1945 · 1946 · 1947 · 1948 · 1949 · 1950 · 1951 · 1952 · 1953 · 1954 · 1955 · 1956 · 1957 · 1958 · 1959 · 1960 · 1961 · 1962 · 1963 · 1964 · 1965 · 1966 · 1967 · 1968 · 1969 · 1970 · 1971 · 1972 · 1973 · 1974 · 1975 · 1976 · 1977 · 1978 · 1979 · 1980 · 1981 · 1982 · 1983 · 1984 · 1985 · 1986 · 1987 · 1988 · 1989 · 1990 · 1991 · 1992 · 1993 · 1994 · 1995 · 1996 · 1997 · 1998 · 1999 · 2000 · 2001 · 2002 · 2003 · 2004 · 2005 · 2006 · 2007 · 2008 · 2009 · 2010 · 2011 · 2012 · 2013 · 2014 · 2015 · 2016 · 2017 · 2018 · 2019 · 2020 · 2021 · 2022 · 2023 · 2024